# Агарикомицетовые
Агарикомице́товые (лат. Agaricomycétidae) — подкласс базидиомицетовых грибов, входящий в класс Agaricomycetes. Включает в себя 5 порядков.

## Таксономия
В подкласс Agaricomycetidae включены пять родственных друг другу порядков грибов. Вместе с подклассом Phallomycetidae и некоторыми порядками, не включёнными в подкласс, составляет класс Agaricomycetes.
Название Agaricomycetidae впервые было использовано французским микологом Марселем Локеном в 1984 году в книге «Mycologie générale et structurale», однако в том издании подклассу не было дано латинское описание, поэтому то название считается недействительным. В 1986 году Э. Пармасто в журнале Windahlia опубликовал латинский диагноз подкласса.

### Порядки
- Agaricales Underw., 1899 — Агариковые
- Amylocorticiales K.H. Larss., Manfr. Binder & Hibbett, 2010 — Амилокортициевые
- Atheliales Jülich, 1981 — Ателиевые
- Boletales E.-J. Gilbert, 1931 — Болетовые
- Jaapiales Manfr. Binder, K.H. Larss. & Hibbett, 2010 — Яапиевые